# Gare de Biffontaine
Gare de Biffontaine vasútállomás Franciaországban, Biffontaine településen.

## Vasútvonalak
Az állomást az alábbi vasútvonalak érintik:
- Arches-Saint-Dié-vasútvonal

## Kapcsolódó állomások
A vasútállomáshoz az alábbi állomások vannak a legközelebb:
- Gare de Laveline-devant-Bruyères
- Gare de Corcieux-Vanémont